# 1564년

## 연호
- 명(明) 가정(嘉靖) 43년
- 일본(日本) 에이로쿠(永禄) 7년
- 후 레 왕조(後黎朝) 찐찌(正治) 7년
- 막 왕조(莫朝) 꽝바오(光寶) 10년

## 기년
- 류큐(琉球) 쇼겐왕(尚元王) 9년
- 명(明) 세종 가정제(世宗 嘉靖帝) 43년
- 조선(朝鮮) 명종(明宗) 19년
- 후 레 왕조(後黎朝) 영종(英宗) 8년
- 막 왕조(莫朝) 선종(宣宗) 18년

## 탄생
- 2월 15일 - 이탈리아의 과학자 갈릴레오 갈릴레이. (~1642년)
- 2월 26일 - 영국의 극작가 크리스토퍼 말로. (~1593년)
- 4월 26일 - 영국의 극작가 윌리엄 셰익스피어. (~1616년

### 미상
- 조선의 문신 겸 정치인 유희분. (~1623년)
- 조선의 문신 이정구. (~1635년)

## 사망
- 2월 18일 - 이탈리아 화가, 건축가 미켈란젤로 부오나로티. (1475년~)
- 5월 27일 - 프랑스의 신학자 장 칼뱅. (1509년~)
- 8월 10일 - 일본 센고쿠 시대의 무장 미요시 나가요시. (1522년~)